# Glyphostoma elsae
Glyphostoma elsae är en snäckart som beskrevs av Bartsch 1934. Glyphostoma elsae ingår i släktet Glyphostoma och familjen kägelsnäckor. Inga underarter finns listade i Catalogue of Life.